# Магнолия Кемпбелла
Магнолия Кемпбелла (лат. Magnolia campbellii) — вид цветковых растений, входящий в род Магнолия (Magnolia) семейства Магнолиевые (Magnoliaceae). Назван в честь врача Арчибальда Кэмбелла (1805—1874).

## Распространение и экология
В природе ареал вида находится в Гималаях на высоте 2400 — 3000 м н.у.м. и охватывает: Китай, Непал, Бирму, Индию и Мьянму.
Произрастает в сообществе с дубами, клёнами, каштанами; в подлеске древовидные рододендроны, гортензии.

## Ботаническое описание
Листопадное дерево высотой до 50 м со стволом диаметром 1,5—2 м, покрытым темной морщинистой корой. Пб голые, мутнозеленые.
Почки грязно-бурые, мягко длинно опушённые. Листья яйцевидные, на вершине заострённые, с округлым, иногда слегка сердцевидным основанием, длиной 10—20 (до 30) см, шириной 5—10 см, сверху сперва шелковисто опушённые, затем голые и опушённые только по жилкам.
Цветки розовые или, реже, белые, душистые, диаметром около 15—25 см; околоцветник из 12—15 долей, широкоэллиптических или обратнояйцевидных, наружные длиной 10—13 см, шириной 3—3,5 см, внутренние — длиной 7 см, шириной 4—6 см.
Плод — узкоцилиндрическая сборная листовка, туповатая, зеленовато-коричневая, длиной около 12—15 см.
Цветение в апреле, до появления листьев. Плодоношение в сентябре — октябре.

## Таксономия
Вид Магнолия Кемпбелла входит в род Магнолия (Magnolia) подсемейства Магнолиевые (Magnolioideae) семейства Магнолиевые (Magnoliaceae) порядка Магнолиецветные (Magnoliales).
|  |                                      |  |                                                             |                                                             |                       |  | ещё 5 семейств (согласно Системе APG II) | ещё 5 семейств (согласно Системе APG II)               |                                                        |  |  |  | род Манглиетия | род Манглиетия         |  |  |
|  |                                      |  |                                                             |                                                             |                       |  | ещё 5 семейств (согласно Системе APG II) | ещё 5 семейств (согласно Системе APG II)               |                                                        |  |  |  | род Манглиетия | род Манглиетия         |  |  |
|  |                                      |  |                                                             | порядок Магнолиецветные                                     |                       |  |                                          |                                                        | подсемейство Магнолиевые                               |  |  |  |                | вид Магнолия Кемпбелла |  |  |
|  |                                      |  |                                                             | порядок Магнолиецветные                                     |                       |  |                                          |                                                        | подсемейство Магнолиевые                               |  |  |  |                | вид Магнолия Кемпбелла |  |  |
|  | отдел Цветковые, или Покрытосеменные |  |                                                             |                                                             | семейство Магнолиевые |  |                                          |                                                        | род Магнолия                                           |  |  |  |                |                        |  |  |
|  | отдел Цветковые, или Покрытосеменные |  |                                                             |                                                             |                       |  |                                          |                                                        |                                                        |  |  |  |                |                        |  |  |
|  |                                      |  | ещё 44 порядка цветковых растений (согласно Системе APG II) | ещё 44 порядка цветковых растений (согласно Системе APG II) |                       |  |                                          | подсемейство Liriodendroidae (согласно Системе APG II) | подсемейство Liriodendroidae (согласно Системе APG II) |  |  |  | ещё 239 видов  |                        |  |  |
|  |                                      |  |                                                             | ещё 44 порядка цветковых растений (согласно Системе APG II) |                       |  |                                          |                                                        | подсемейство Liriodendroidae (согласно Системе APG II) |  |  |  |                |                        |  |  |